# HD 5608
HD 5608 är en dubbelstjärna belägen i den mellersta delen av stjärnbilden Andromeda. Den har en skenbar magnitud av ca 5,98 och är mycket svagt synlig för blotta ögat där ljusföroreningar ej förekommer. Baserat på parallax enligt Gaia Data Release 2 på ca 17,2 mas, beräknas den befinna sig på ett avstånd på ca 190 ljusår (ca 58 parsek) från solen. Den rör sig närmare solen med en heliocentrisk radialhastighet på ca -22 km/s och beräknas ha sin närmaste position till solen på 124 ljusår om 1,285 miljoner år.

## Egenskaper
Primärstjärnan HD 5608 A är en orange till gul underjättestjärna av spektralklass K0 IV. och belägen på den röda jättegrenen. Den har en massa som är ca 1,5 solmassor, en radie som är ca 5 solradier och har ca 13 gånger solens utstrålning av energi från dess fotosfär vid en genomsnittlig effektiv temperatur av ca 4 900 K.
Följeslagaren, HD 5608 B, belägen med en vinkelseparation på 0,6 bågsekund, har direktavbildats. Den fysiska separationen av paret beräknas som 40 ± 1 AE eller 47 ± 3 AE, beroende på gjorda antaganden. Den har en magnitudskillnad på 9,40 (H) till primärstjärnan och en uppskattad massa på 0,10 solmassa. En andra följeslagare med en separation av 7,4 bågsekunder är en bakgrundsstjärna.

## Planetsystem
År 2012 rapporterade Okayama Planet Search Program upptäckten av en substellär följeslagare i omloppsbana runt HD 5608, baserat på Dopplermätningar mellan 2003 och 2011 från Okayamaobservatoriet i Kurashiki. Dessa visade en linjär trend som tyder på förekomst av en avlägsen följeslagare. Uppgifterna visade en ytterligare periodicitet på ca 766 dygn. Detta objekt visar en minsta massa på 1,4 jupitermassa, en halv storaxel på 1,9 AE och en excentricitet på 0,19. Den höga excentriciteten för denna exoplanet kan ha framkallats av lågmassestjärnan HD 5608 B genom Kozai-mekanismen.
| Planet | Massa  | Halv storaxel (AE) | Siderisk omloppstid (d) | Excentricitet | Inklination | Radie |
| ------ | ------ | ------------------ | ----------------------- | ------------- | ----------- | ----- |
| b      | 1,4 MJ | 1,9                | 792,6 ± 7,7             | 0,190 ± 0,061 | -           | -     |